# Wereldkampioenschappen zwemmen 2015 – 4×100 meter wisselslag vrouwen
De 4×100 meter wisselslag voor vrouwen op de wereldkampioenschappen zwemmen 2015 in Barcelona vond plaats op 9 augustus 2015. Na afloop van de series kwalificeren de acht snelste ploegen zich voor de finale.

## Records
Voorafgaand aan het toernooi waren dit het wereldrecord en het kampioenschapsrecord
| Wereldrecord         | Verenigde Staten Missy Franklin Rebecca Soni Dana Vollmer Allison Schmitt | 3.52,05 | Londen | 4 augustus 2012 |
| Kampioenschapsrecord | China Zhao Jing Chen Huijia Jiao Liuyang Li Zhesi                         | 3.52,19 | Rome   | 1 augustus 2009 |

## Uitslagen

### Series
| Rang | Serie | Baan | Land                | Namen | Tijd    | Bijz. |
| ---- | ----- | ---- | ------------------- | --- | ------- | ----- |
| 1    | 1     | 7    | China               | Fu Yuanhui (59.24) Shi Jinglin (1:06.35) Chen Xinyi (57.42) Qiu Yuhan (54.03)                                                | 3:57.04 | Q     |
| 2    | 2     | 4    | Verenigde Staten    | Kathleen Baker (59.98) Micah Lawrence (1:07.10) Kendyl Stewart (56.86) Margo Geer (53.18)                                    | 3:57.12 | Q     |
| 3    | 1     | 6    | Zweden              | Michelle Coleman (1:00.55) Jennie Johansson (1:06.20) Sarah Sjöström (56.10) Louise Hansson (54.44)                          | 3:57.29 | Q     |
| 4    | 3     | 6    | Australië           | Madison Wilson (59.56) Lorna Tonks (1:07.34) Madeline Groves (58.18) Melanie Wright (52.87)                                  | 3:57.95 | Q     |
| 5    | 3     | 5    | Denemarken          | Mie Nielsen (59.67) Rikke Møller Pedersen (1:07.19) Jeanette Ottesen (57.37) Pernille Blume (54.15)                          | 3:58.38 | Q     |
| 6    | 2     | 1    | Canada              | Dominique Bouchard (1:00.39) Rachel Nicol (1:07.01) Noemie Thomas (57.55) Sandrine Mainville (54.07)                         | 3:59.02 | Q     |
| 7    | 1     | 2    | Verenigd Koninkrijk | Lauren Quigley (1:00.38) Siobhan-Marie O'Connor (1:06.75) Rachael Kelly (57.89) Rebecca Turner (55.00)                       | 4:00.02 | Q     |
| 8    | 3     | 3    | Japan               | Sayaka Akase (1:01.55) Kanako Watanabe (1:07.07) Natsumi Hoshi (57.93) Miki Uchida (53.88)                                   | 4:00.43 | Q     |
| 9    | 3     | 1    | Italië              | Elena Gemo (1:01.21) Arianna Castiglioni (1:06.93) Ilaria Bianchi (58.25) Erika Ferraioli (54.53)                            | 4:00.92 |       |
| 10   | 2     | 7    | Rusland             | Darja Oestinova (1:00.13) Vitalina Simonova (1:07.14) Natalja Lovtsova (59.39) Veronika Popova (54.46)                       | 4:01.12 |       |
| 11   | 3     | 0    | Duitsland           | Lisa Graf (1:01.19) Vanessa Grimberg (1:07.71) Alexandra Wenk (57.87) Annika Bruhn (54.63)                                   | 4:01.40 |       |
| 12   | 2     | 3    | Frankrijk           | Béryl Gastaldello (1:00.60) Charlotte Bonnet (1:09.08) Marie Wattel (57.77) Anna Santamans (54.68)                           | 4:02.13 |       |
| 13   | 2     | 0    | Finland             | Mimosa Jallow (1:00.64) Jenna Laukkanen (1:07.10) Emilia Pikkarainen (59.47) Hanna-Maria Seppälä (55.09)                     | 4:02.30 |       |
| 14   | 2     | 2    | Brazilië            | Etiene Medeiros (1:01.25) Jhennifer Conceição (1:09.28) Daynara de Paula (58.54) Larissa Oliveira (54.17)                    | 4:03.24 |       |
| 15   | 1     | 5    | Tsjechië            | Simona Baumrtová (1:00.88) Petra Chocová (1:07.80) Lucie Svěcená (59.96) Anna Kolářová (54.80)                               | 4:03.44 |       |
| 16   | 3     | 9    | Spanje              | Duane Da Rocha (1:01.63) Jessica Vall (1:07.30) Judit Ignacio Sorribes (59.15) Melani Costa (55.83)                          | 4:03.91 |       |
| 17   | 1     | 4    | Griekenland         | Theodora Drakou (1:01.35) Aikaterini Sarakatsani (1:08.80) Anna Ntountounaki (58.49) Theodora Giareni (55.65)                | 4:04.29 |       |
| 18   | 1     | 3    | Polen               | Alicja Tchórz (1:00.88) Dominika Sztandera (1:09.26) Anna Dowgiert (59.91) Katarzyna Wilk (54.38)                            | 4:04.43 |       |
| 18   | 2     | 5    | IJsland             | Eygló Ósk Gústafsdóttir (1:00.42) Hrafnhildur Lúthersdóttir (1:06.99) Jóhanna Gústafsdóttir (1:01.88) Bryndis Hansen (55.14) | 4:04.43 |       |
| 20   | 3     | 7    | Hongkong            | Stephanie Au (1:00.95) Siobhan Haughey (1:08.70) Sze Hang Yu (59.60) Camille Cheng (55.29)                                   | 4:04.54 |       |
| 21   | 3     | 8    | Turkije             | Halime Zülal Zeren (1:03.21) Viktoriya Zeynep Gunes (1:06.99) Gizem Bozkurt (1:00.94) Ekaterina Avramova (55.20)             | 4:06.34 |       |
| 22   | 3     | 2    | Venezuela           | Jeserik Pinto (1:04.66) Mercedes Toledo (1:10.06) Isabella Páez (1:00.57) Arlene Semeco (56.45)                              | 4:11.74 |       |
| 23   | 2     | 6    | Singapore           | Quah Ting Wen (1:05.26) Samantha Yeo (1:11.24) Marina Chan (1:02.36) Amanda Lim (58.40)                                      | 4:17.26 |       |
| 24   | 2     | 8    | Mexico              | Lourdes Villaseñor (1:05.34) Daniela Carrillo (1:10.55) Sharo Rodríguez (1:03.41) Montserrat Ortuño (59.85)                  | 4:19.15 |       |
| 25   | 2     | 9    | Moldavië            | Tatiana Perstniova (1:04.57) Tatiana Chișca (1:12.61) Alexandra Vinicenco (1:08.45) Mihaela Bat (1:00.92)                    | 4:26.55 |       |
| 26   | 3     | 4    | Nederland           | Sharon van Rouwendaal Moniek Nijhuis Inge Dekker Femke Heemskerk                                                             | 9:99.99 | DNS   |

### Finale
| Rang   | Baan | Namen                                                                                                | Land                | Tijd    | Bijz. |
| ------ | ---- | --- | ------------------- | ------- | ----- |
| Goud   | 4    | Fu Yuanhui (59.29) Shi Jinglin (1:05.56) Lu Ying (56.56) Shen Duo (53.00)                            | China               | 3.54,41 |       |
| Zilver | 3    | Michelle Coleman (1:00.74) Jennie Johansson (1:05.63) Sarah Sjöström (55.28) Louise Hansson (53.59)  | Zweden              | 3.55,24 |       |
| Brons  | 6    | Emily Seebohm (58.81) Taylor McKeown (1:07.38) Emma McKeon (57.59) Bronte Campbell (51.78)           | Australië           | 3.55,56 |       |
| 4      | 5    | Missy Franklin (59.81) Jessica Hardy (1:06.32) Kendyl Stewart (57.24) Simone Manuel (53.39)          | Verenigde Staten    | 3.56,76 |       |
| 5      | 2    | Mie Nielsen (59.47) Rikke Møller Pedersen (1:07.17) Jeanette Ottesen (56.50) Pernille Blume (54.47)  | Denemarken          | 3.57,61 |       |
| 6      | 7    | Dominique Bouchard (59.80) Rachel Nicol (1:07.00) Katerine Savard (57.28) Sandrine Mainville (53.88) | Canada              | 3.57,96 |       |
| 7      | 1    | Lauren Quigley (59.84) Siobhan-Marie O'Connor Rachael Kelly Francesca Halsall                        | Verenigd Koninkrijk | 9:99.99 | DSQ   |
| 7      | 8    | Sayaka Akase (1:00.88) Kanako Watanabe Natsumi Hoshi Miki Uchida                                     | Japan               | 9:99.99 | DSQ   |